# Inky Mark
Inky Mark (17 de novembro de 1947) é um político canadense.
A carreira política de Mark começou quando ele se juntou ao Conselho de Administração da Dauphin First United Church. Ele foi posteriormente eleito para o conselho municipal de Dauphin em 1991 e se tornou prefeito da cidade em 1994.
Mark foi eleito pela primeira vez para a Câmara dos Comuns na eleição federal de 1997, concorrendo como candidato do Partido Reformista na disputa de Dauphin—Swan River. De 1997 a 2000, Mark foi um dos três únicos parlamentares sino-canadenses na Câmara dos Comuns.
O Partido Reformista se dissolveu em 2000 em favor da Aliança Canadense, e Mark concorreu como candidato do novo partido na eleição federal que se seguiu.
Em 12 de setembro de 2001, Mark deixou a Aliança Canadense para se sentar como membro dos Representantes Democratas, em aliança com o Partido Conservador Progressista.
A DRC chegou ao fim em 10 de abril de 2002, quando Stephen Harper substituiu Day como líder da Aliança Canadense. Todos os outros membros da DRC solicitaram a readmissão na Aliança; Mark não se juntou a eles, mas decidiu se sentar como um "Conservador Independente", com a intenção de se juntar aos Conservadores Progressistas na convenção anual do partido no final do ano; ele era um Conservador Progressista antes do início dos anos 1990. Mark se juntou formalmente aos Conservadores Progressistas em 27 de agosto de 2002.
Em dezembro de 2003, a Aliança Canadense e o Partido Conservador Progressista se fundiram formalmente para criar o novo Partido Conservador do Canadá. Mark apoiou a fusão e se juntou formalmente ao caucus do novo partido em 2 de fevereiro de 2004. Mark foi facilmente reeleito na eleição federal canadense de 2004.
Em 2005, Mark alegou que o Presidente do Conselho do Tesouro e MP Liberal Reg Alcock lhe ofereceu uma embaixada se ele renunciasse ao seu assento. Alcock respondeu dizendo: "Francamente, se eu fosse recrutar alguém, eu iria um pouco mais alto no pool genético." Mark chamou esse comentário de racista e apresentou uma queixa à Comissão Canadense de Direitos Humanos. Como a CHRC não publica suas investigações, não é possível saber o resultado deste caso.